# Pantodon buchholzi
Famille
Genre
Espèce
Statut de conservation UICN

 LC  : Préoccupation mineure
Pantodon buchholzi, communément appelé Poisson-papillon d'eau douce, est une espèce de poissons d'eau douce, originaire d'Afrique. C'est le seul représentant de son genre Pantodon et de sa famille Pantodontidae.
Il peut vivre en aquarium.

## Description
Le Poisson-papillon d'eau douce ne dépasse pas 130 mm de longueur et présente de très grandes nageoires pectorales. Sa vessie natatoire est volumineuse et très vascularisée, ce qui lui permet de respirer de l'air à la surface de l'eau. Il est carnivore, se nourrissant essentiellement d'insectes aquatiques et des poissons plus petits.
Le Poisson-papillon d'eau douce est un prédateur spécialisé de surface. Ses yeux sont constamment dirigés vers la surface et sa bouche renversée est spécifiquement adaptée pour capturer de petites proies à la surface de l'eau. S'il a suffisamment d'élan, il peut sauter puis glisser au-dessus de la surface sur une petite distance pour éviter ses prédateurs. Il remue ses nageoires pectorales lorsqu'il plane, avec l'aide de muscles pectoraux particulièrement développés ; c'est cette capacité qui lui a valu son nom commun.

## Distribution géographique
Le Poisson-papillon d'eau douce est originaire des eaux permanentes légèrement acides d'Afrique de l'Ouest. Il exige une température de 26-28 °C toute l'année. Il se trouve dans les zones à courant lent avec des quantités élevées de feuillage recouvrant la surface. Il est fréquemment observé dans le lac Tchad, le bassin du Congo, toute la basse-vallée du Niger, le Cameroun, l'Ogooué, et le Haut-Zambèze. Il a également été observé dans le delta du Niger et le bas Ogun.

## Reproduction
Lors du frai les femelles libèrent une grappe de gros œufs qui flottent à la surface. Les œufs éclosent au bout d'environ sept jours. Elle est difficile en aquarium.

## Maintenance en aquarium
Le Poisson-papillon d'eau douce doit être maintenu dans un aquarium d'au moins 140 litres. Le couvercle doit être solidement fermé en raison de ses habitudes de voltigeur. Ses belles nageoires en ailes sont particulièrement mises en valeur dans des aquariums dont on voit bien la surface, comme les aquariums-table basse.
Il préfère un aquarium avec des plantes vivantes, en particulier celles qui flottent près de la surface, lui fournissant des cachettes pour réduire le stress. En aquarium, le Poisson-papillon d'eau douce peut atteindre 10 centimètres. Il ne doit pas être conservé avec des poissons agressifs susceptibles de mordre ses longues nageoires, ni avec des poissons trop petits qu'il prendrait pour de la nourriture. Il peut être maintenu seul ou en couple.
| Origine         | Afrique de l'Ouest | Eau           | eau douce  |
| Dureté de l'eau | 1 à 10 °GH         | pH            | 6,5 à 7    |
| Température     | 25 à 30 °C         | Volume mini.  | 140 l      |
| Alimentation    | carnivore          | Taille adulte | 10 à 13 cm |
| Reproduction    | ovipare            | Zone occupée  | surface    |
| Sociabilité     | bonne              | Difficulté    | Facile     |

## Étymologie
Le genre Pantodon dérivé du grec ancien πᾶς, pâs, « tout », et  ὀδούς, odoús, « dent », fait référence aux très nombreuses dents de cette espèce.
Son nom spécifique, buchholzi, lui a été donné en l'honneur de Reinhold Wilhelm Buchholz (1837-1876), qui a collecté l'holotype.